# Charles III của Pháp

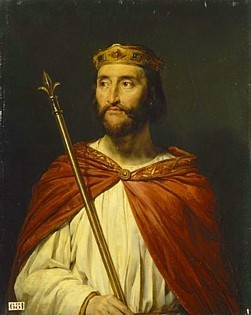
Charles III

Charles III (17 tháng 9 năm 879 – 7 tháng 10 năm 929) còn được gọi là Charles Đơn Sơ hoặc Charles Trung Thực (từ tiếng Latin Karolus Simplex) là vị vua nước Pháp, trị vị từ năm 898 đến năm 922 và là vua xứ Lotharingia từ năm 911 đến năm 919/23. Ông là thành viên của Vương triều Caroling, là con trai thứ ba của vị vua quá cố là Louis Nói lắp, do người vợ thứ hai của mình là Adelaide xứ Paris sinh thành.

## Tiểu sử
Khi còn nhỏ, Charles bị ngăn cản thừa kế ngôi vua từ sau cái chết của người anh em cùng cha khác mẹ là Carloman vào năm 884. Các nhà quý tộc trong vương quốc đã quyết định chọn người anh em họ của ông là Charles Béo trị vì. Đồng thời ông cũng bị ngăn cản thừa kế ngôi vua từ Charles Béo, một vị vua không được mấy ai ưa thích, và bị truất phế vào tháng 11 năm 887 và chết và tháng 1 năm 888, dù cho không mấy ai hay biết nếu không có sự truất phế của ông được chấp nhận hay được biết đến trong vương quốc Tây Francia trước khi ông chết. Giới quý tộc bầu chọn Odo, người anh hùng của trận vây hãm Paris, làm vua, mặc dù đã có nhóm lựa chọn ứng cử viên khác là Guy III xứ Spoleto. Charles được đặt dưới sự bảo vệ của Ranulf II, công tước Aquitaine, người đã cố gắng khẳng định ngôi vua của ông và kết thúc việc sử dụng danh hiệu hoàng gia cho đến khi thực hiện hòa bình với Odo. Cuối cùng, vào năm 893 Charles làm lễ đăng quang nhờ sự trợ giúp của một nhóm đối địch với Odo tại thánh đường Reims. Ngôi vua của ông chỉ có hiệu lực khi Odo qua đời vào năm 898.
Năm 911 Charles đánh bại thủ lĩnh Viking là Rollo, buộc Rollo phải ký hiệp ước Thánh-Clair-sur-Epte, hiệp ước khiến Rollo trở thành một chư hầu lệ thuộc và ông phải cải sang đạo Thiên Chúa. Charles ban cho ông vùng đất quanh Rouen, là khu vực quan trọng mà sau này trở thành vùng Normandy và gả con gái của mình là Gisela cho Rollo. Cùng năm ký kết hiệp ước với người Viking, Louis Trẻ Con, vua nước Đức, băng hà, một viên quý tộc trung thành xứ Lotharingia dưới sự lãnh đạo của Reginar Longneck, tuyên bố Charles là vua mới của họ, đập tan âm mưu của người Đức nhằm chọn Conrad xứ Franconia làm vua. Charles cố gắng ngăn chặn sự ủng hộ đấy bằng cách kết hôn với một người phụ nữ tên Frederuna xứ Lotharingian. Sau này Frederuna chết năm 917. Đồng thời Charles tổ chức phòng ngự quốc gia nhằm chống lại hai cuộc tấn công do Conrad, vua nước Đức phát động nhằm tranh giành ngôi vua của ông.
Vào ngày 7 tháng 10 năm 919 Charles tái kết hôn với Eadgifu, con gái của vua Edward Già, Danh sách quân chủ Anh. Trong khoảng thời gian đó, Charles thường thể hiện sự thiên vị quá mức với viên cận thần Hagano khiến cho giới quý tộc bất mãn. Ông ban tặng Hagano một tu viện mà đáng lý ra phải được ban cho một số quý tộc khác. Tại Lotharingia ông lặp lại sai lầm khi tạo ra mối thù của hầu tước mới là Gillbert, người tuyên bố ủng hộ công khai ngôi vua nước Đức cho Henry Bẫy Chim vào năm 919. Phe chống đối Charles tại Lotharingia không nhiều, tuy nhiên ông vẫn tiếp tục giữ vững sự ủng hộ của Wigeric. Năm 922 một vài quý tộc Tây Frankish do Robert xứ Neustria và Rudolph xứ Burgundy cầm đầu, nổi loạn. Robert là em của Odo, được quân nổi loạn chọn lên ngôi vua đối lập với Charles, giờ đây phải vượt biển trốn sang Lotharingia. Vào ngày 2 tháng 7 năm 922, Charles mất sự ủng hộ trung thành của tổng giám mục xứ Rheims là Herve, người thừa kế Fulk vào năm 900.
Năm 923, Charles chỉ huy quân đội vùng Norman dự định đoạt lại ngôi vua nhưng bị Robert đánh bại vào ngày 15 tháng 6 gần Soissons, sau đó Robert cũng tử trận trong trận đánh này. Charles bị bắt làm tù binh và bị giam giữ trong lâu đài ở Péronne dưới sự canh gác của Herbert II xứ Vermandois. Rudolph được bầu chọn lên ngôi vua kế thừa vua Charles. Năm 925 người Lotharingia chấp nhận Rudolph là vua mới của họ. Charles chết trong ngục tù vào ngày 7 tháng 10 năm 929 và được chôn cất tại khu vực gần tu viện thánh Fursy. Mặc dù ông có rất nhiều đứa con với Frederuna, nhưng chỉ có đứa con trai do Eadgifu sinh hạ là kế thừa ngôi vua sau này với tên gọi Louis IV của Pháp. Sau khi Charles bại trận và bị giam giữ, Eadgifu và Louis vượt biển trốn sang nước Anh.